# Tabea Zimmermann
Tabea Zimmermann (Lahr, 8 de octubre de 1966) es una violista y profesora de música alemana. 

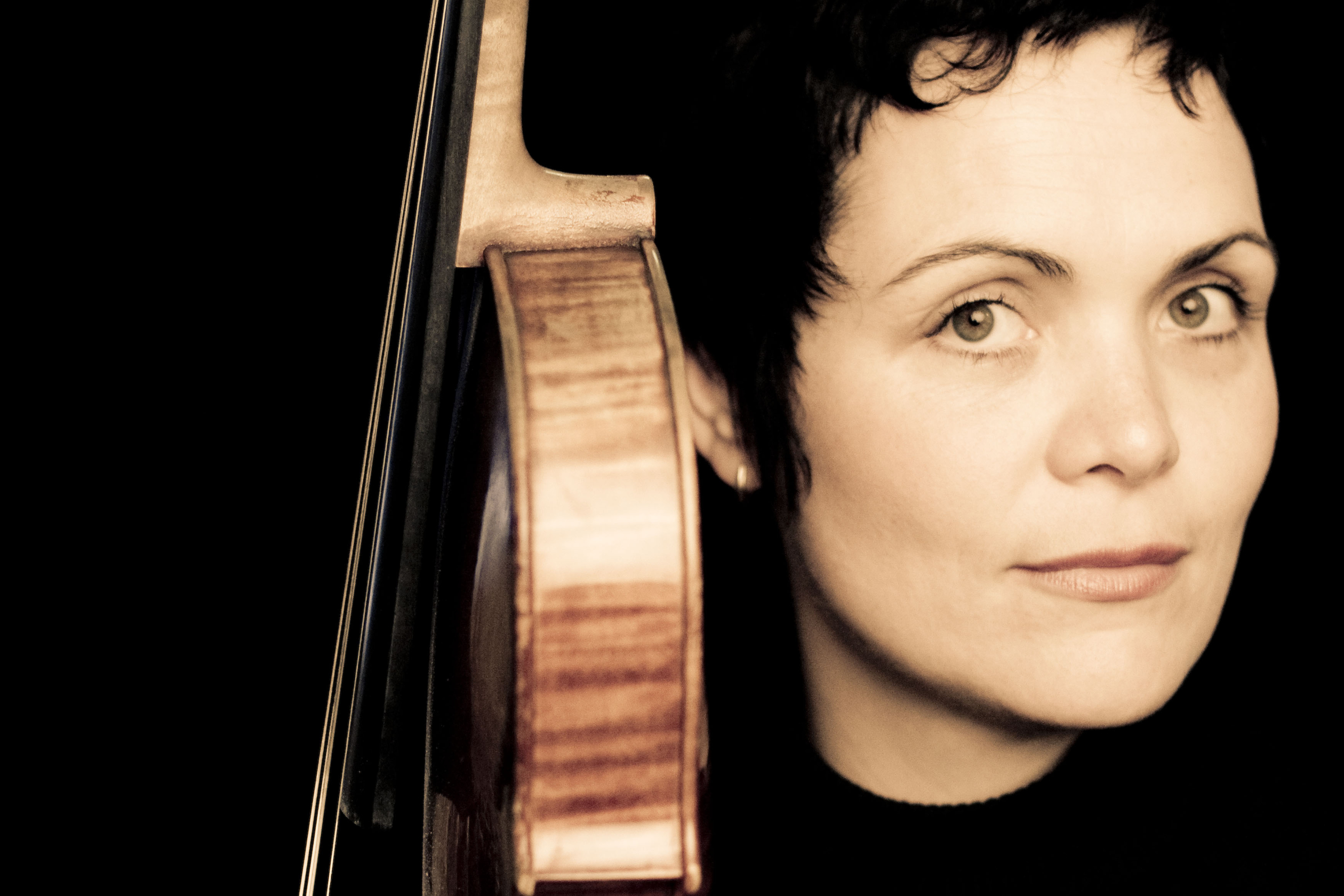
Tabea Zimmermann.

## Formación
Empezó a estudiar viola a los tres años y comenzó estudios de piano a los cinco. Con 13 años, estudió viola con Ulrich Koch en el Conservatorio de Friburgo y continuó sus estudios con Sándor Végh en la  Universidad Mozarteum de Salzburgo.
Pronto se destacó en certámenes internacionales y ganó premios en Ginebra (1982), Budapest (1984), y la Maurice Vieux International Viola Competition (Certamen Internacional de Viola Maurice Vieuz) en París (1983) para el cual obtuvo como regalo un soberbio instrumento fabricado por el luthier contemporáneo Étienne Vatelot (1980), que desde entonces siempre ha tocado en todos sus conciertos a lo largo del mundo.

## Carrera
Como solista ha tocado con numerosas orquestas importantes, entre ellas la Orquesta de la Gewandhaus de Leipzig, la Orquesta Filarmónica de Berlín, la Filarmónica de la BBC, la Orchestre de la Suisse Romande, bajo la batuta de importantes directores como Kurt Masur, Bernard Haitink, Christoph Eschenbach, Nikolaus Harnoncourt y otros.
Tabea Zimmermann está asimismo muy volcada en la música de cámara, que ha interpretado con Gidon Kremer (violín), Heinz Holliger (oboísta y compositor), Hartmut Höll (piano), Steven Isserlis (violonchelo) y Pamela Frank (violín) en numerosos festivales. Ha dedicado una parte importante de su carrera de cámara al Cuarteto Arcanto, que forma junto a los violinistas Antje Weithaas y Daniel Sepec y el violonchelista Jean-Guihen Queyras.
Muy comprometida con el repertorio del siglo XX, ha conseguido gran éxito al interpretar la "Sonata para viola sola" escrita para ella por György Ligeti, estrenada en 1994. Otros compositores contemporáneos que han escrito obras para ella son Heinz Holliger, Wolfgang Rihm,  Georges Lentz, Bruno Mantovani, Sally Beamish y Josef Tal. 
Desde 2002, Tabea Zimmermann es profesora de viola y música de cámara en la Academia de Música Hans Eisler  de Berlín. Anteriormente estuvo entre el profesorado de la Academia de Música de Saarbrücken y la Universidad de Música y Artes Escénicas de Fráncfort (1994-2002). Sus logros y contribuciones artísticas le han supuesto numerosos premios nacionales e internacionales, entre ellos el Premio de Música de Fráncfort, el Premio Cultural (estatal) de Hesse y el Premio Internacional de la Academia Musical Chigiana de Siena.
Es viuda del director David Shallon (1950-2000); en septiembre de 2012 se casó con el director estadounidense Steven Sloane. Es madre de tres hijos: Yuval y Jonathan (hijos de Shallon) y de Maya (nacida en 2003)

## Grabaciones
(Selección)
- Schubert: Octeto en fa mayor D. 803 (Op. post. 166), con Gidon Kremer e Isabelle van Keulen (violín), David Geringas (violonchelo), Alois Posch (contrabajo), Eduard Brunner (clarinete), Radovan Vlatkovic (trompa) y Klaus Thunemann (fagot). Grabación realizada durante la gira "Música desde Lockenhaus - Gidon Kremer y amigos (1987)." Deutsche Grammophon 469 841-2
- Berlioz: Harold en Italia, sinfonía en cuatro partes para viola y orquesta Op. 16/H. 68. Orquesta Sinfónica de Londres, dir. Sir Colin Davis (2000). LSO 0040
- Saint-Saëns: El carnaval de los animales. Con Martha Argerich (piano), Nelson Freire (piano), Gidon Kremer (violín), Isabelle van Keulen (violín), Mischa Maisky (violonchelo), Georg Hörtnagel (contrabajo), Irena Grafenauer (flauta), Eduard Brunner (clarinete), Markus Steckeler (xilófono), Edith Salmen-Weber (glockenspiel) Álbum "Duo Piano Extravaganza: Martha Argerich & Friends" (1985) Philips 446 557-2 (2 CD)